# (11461) Wladimirneumann
(11461) Wladimirneumann est un astéroïde de la ceinture principale.

## Description
(11461) Wladimirneumann est un astéroïde de la ceinture principale. Il fut découvert le 2 mars 1981 à l'observatoire de Siding Spring par Schelte J. Bus. Il présente une orbite caractérisée par un demi-grand axe de 2,28 UA, une excentricité de 0,10 et une inclinaison de 5,9° par rapport à l'écliptique.